# Klucz bez prawa przekazania
Klucz bez prawa przekazania (ros. Ключ без права передачи; Klucz biez prawa pieriedaczi) – radziecki film z 1976 roku w reżyserii Dinary Asanowy. Dramat psychologiczny z życia uczniów i nauczycieli.

## Obsada
- Jelena Prokłowa jako Marina Maksimowna
- Aleksiej Pietrienko jako Kiriłł Aleksiejewicz
- Lidia Fiedosiejewa-Szukszyna jako Emma Pawłowna
- Lubow Malinowska jako Olga Dienisowna
- Zinowij Gerdt jako Grigoriewicz
- Jekatierina Wasiliewna jako Kława Bujaszkina

i inni

## Nagrody
- 1977: Specjalna Nagroda Jury w kategorii filmów dziecięcych na X Międzynarodowym Festiwalu Filmów w Moskwie[1]
- 1977: Nagroda za najlepszą reżyserię oraz Nagroda za kreację Aleksieja Pietrienki na Wszechzwiązkowym Festiwalu Filmowym w Rydze[1]
- 1978: Dyplom Honorowy Jury na VIII Przeglądzie Filmów Świata, FEST-78 w Belgradzie[2]